# Георгіос Теотокіс
Гео́ргіос Теото́кіс (грец. Γεώργιος Θεοτόκης; 1844 — 12 січня 1916) — грецький політичний діяч, прем'єр-міністр країни.

## Життєпис
Був морським міністром, потім — міністром народної просвіти в кабінеті Харілаоса Трікупіса (1886–1890) та міністром внутрішніх справ у кабінеті Ралліса. На виборах у лютому 1899 року партія Теотокіса набрала переважну більшість голосів. У квітні того ж року Заїміс вийшов у відставку, і Теотокіс сформував власний кабінет, що існував до кінця 1901 року. Вийшов у відставку, незважаючи на висловлену парламентом довіру, внаслідок студентських заворушень, що мали характер протесту проти нового перекладу Євангелія новогрецькою мовою, що патронував ся урядом, але спричинив невдоволення духовенства.